# Profils criminels
Pour plus de détails, voir Fiche technique et Distribution.
Profils criminels est un téléfilm policier français réalisé par Laurent Carcélès, produit par Denis Karvil et Pierre Roitfeld, et diffusé le 20 septembre 2006 sur M6.

## Synopsis
Emma Sinclair est capitaine de police et spécialiste des profils criminels, major de sa promotion à Saint-Cyr, 3 fois citée à l'ordre du Mérite et blessée 6 fois par balle. Mais elle est aussi une jeune femme qui doit élever ses deux sœurs après la disparition brutale de leurs parents.

## Fiche technique
- Réalisation : Laurent Carcélès
- Scénario : Céline Guyot et Martin Guyot et Jo Camacho
- Directeur de la photographie : Thierry Schwartz
- Musique : Carolin Petit
- Producteurs : Denis Karvil et Pierre Roitfeld
- Durée : 90 minutes

## Distribution
- Shirley Bousquet : Emma Sinclair
- Davy Sardou : Philippe Davel
- Fabrice Deville : David
- Olivier Pagès : Pradel
- Julie Dray : Virginie
- Manuel Gélin : Paul Marchand
- Igor Skreblin : Voyou 1
- Harold van der Straten : Voyou 2
- Déborah Grall : Élève 1
- Simon Astier : Élève 2
- Léonard Bourgois-Beaulieu : Élève 3
- Olivier Pariset : Élève 4
- Philippe du Janerand : Patron Metalgen
- Benjamin Baroche : Policier parking